# Valdearcos de la Vega
Valdearcos de la Vega est une commune de la province de Valladolid dans la communauté autonome de Castille-et-León en Espagne.

## Économie
Cette localité est vinicole, et fait partie de l'AOC Ribera del Duero.

## Sites et patrimoine
Les édifices notables de la commune sont :

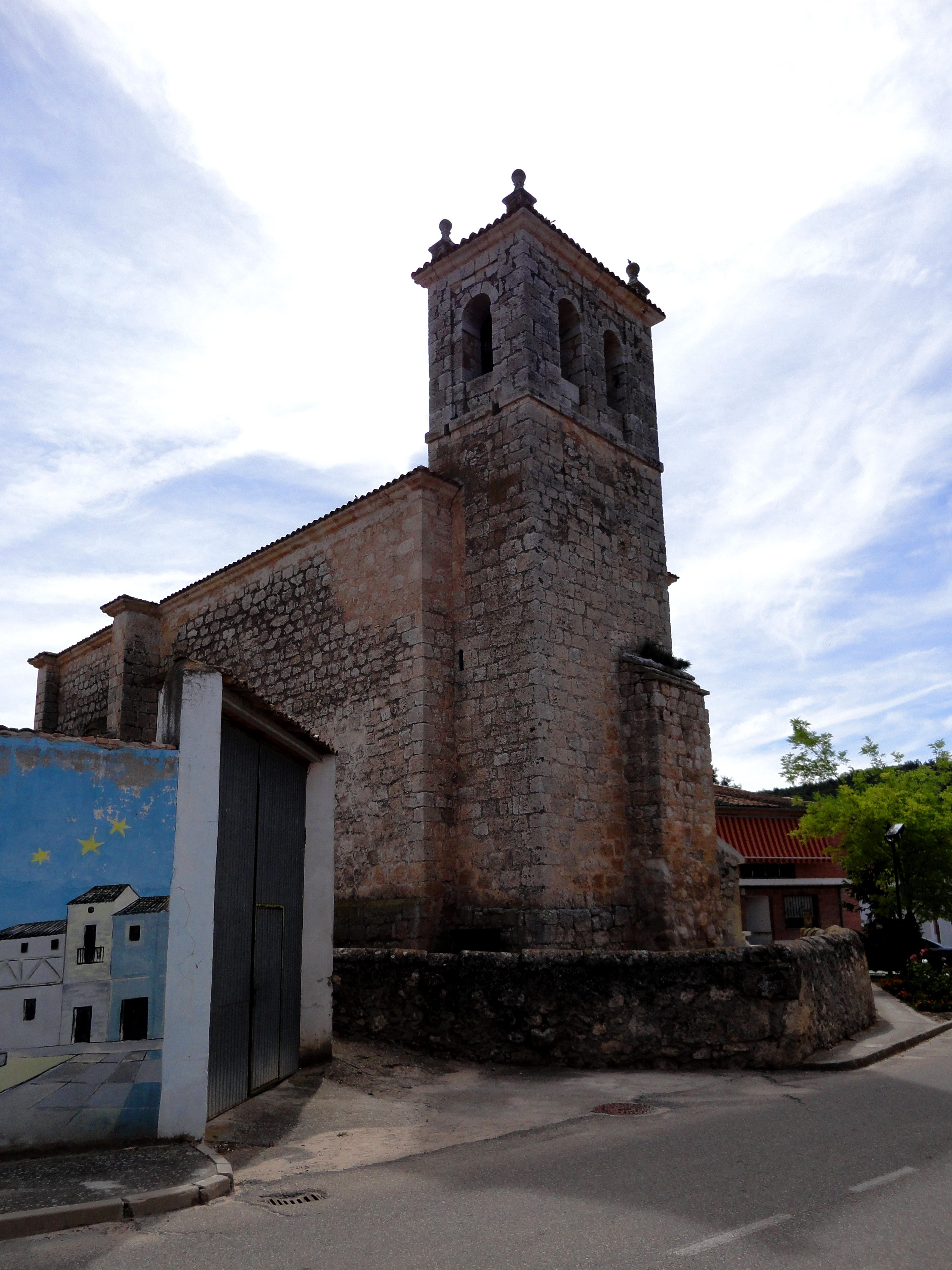
Église de la Asunción.
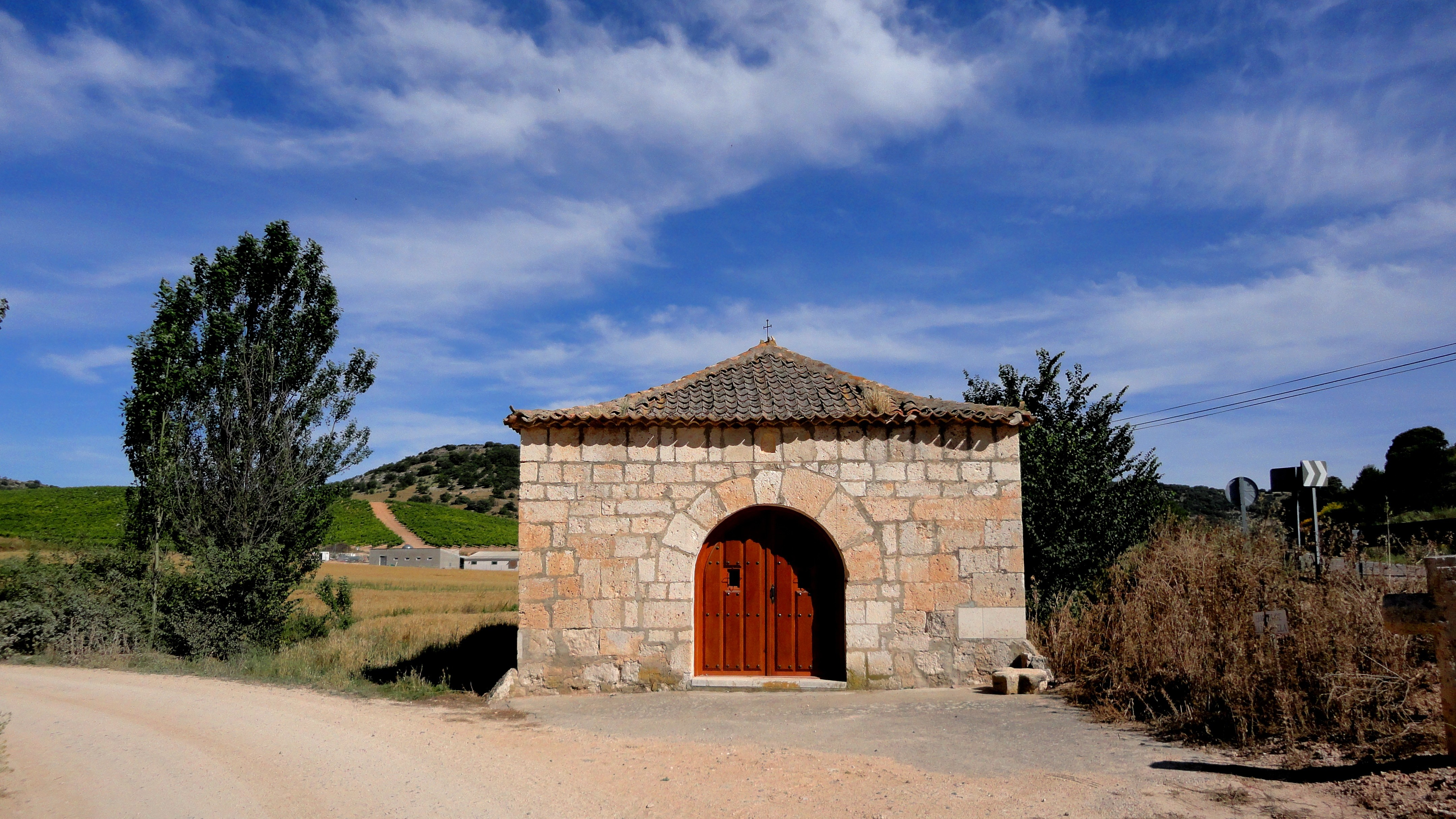
Chapelle de la Virgen de la Zarzuela.
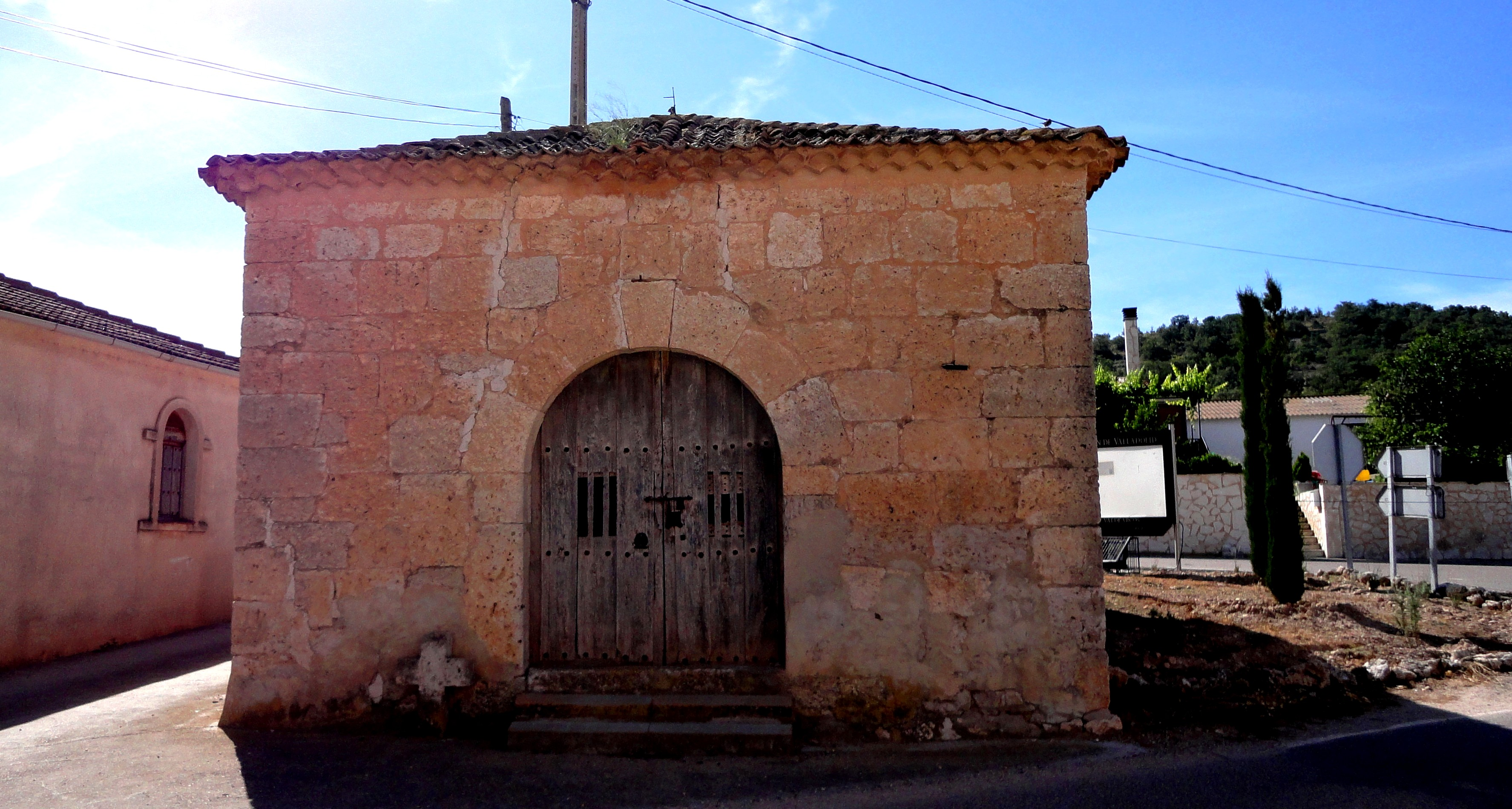
Chapelle del Cristo.
- Rollo.

- Église de la Asunción.
- Chapelle de la Virgen de la Zarzuela.
- Chapelle del Cristo.

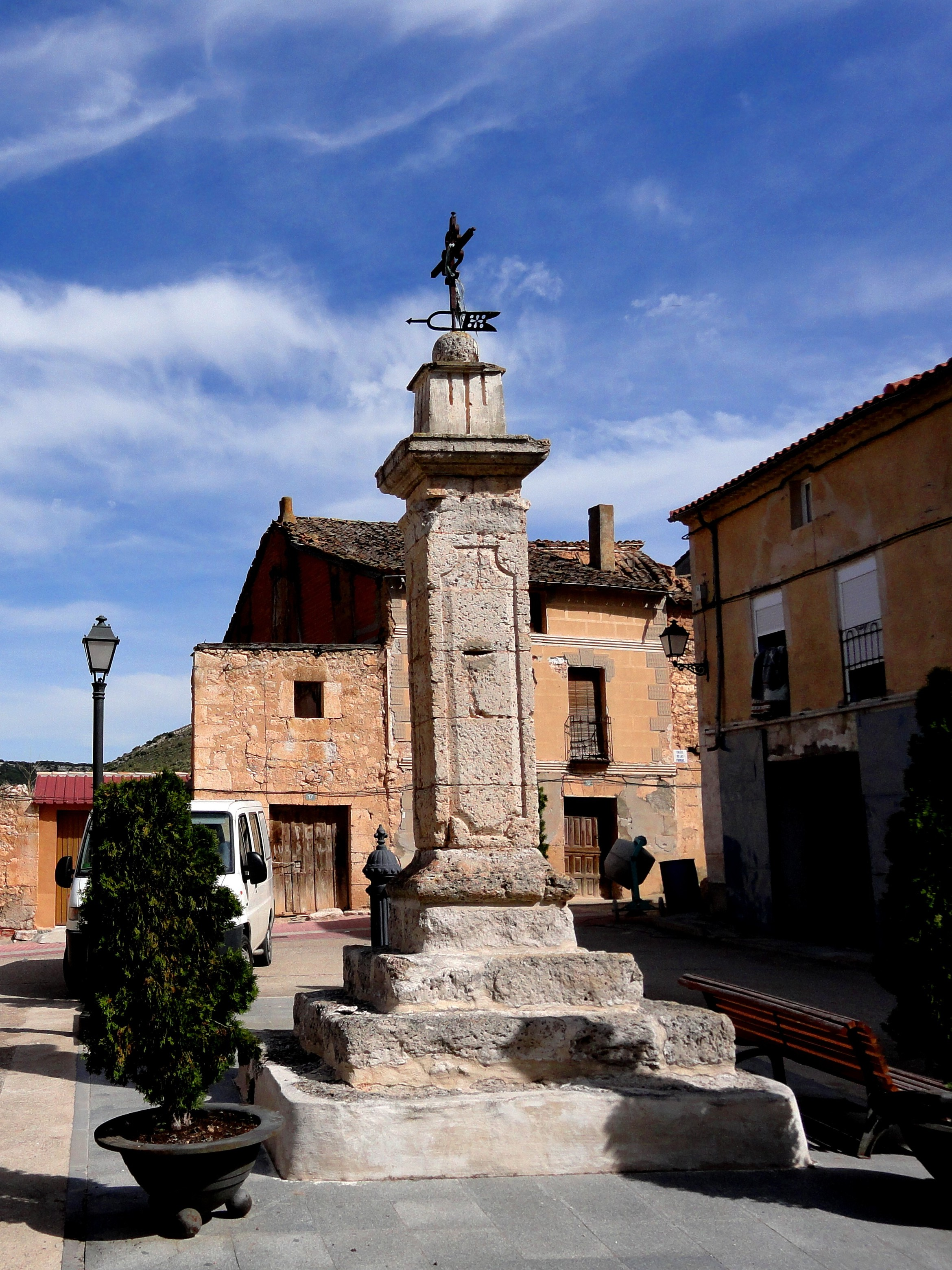
Rollo jurisdiccional.
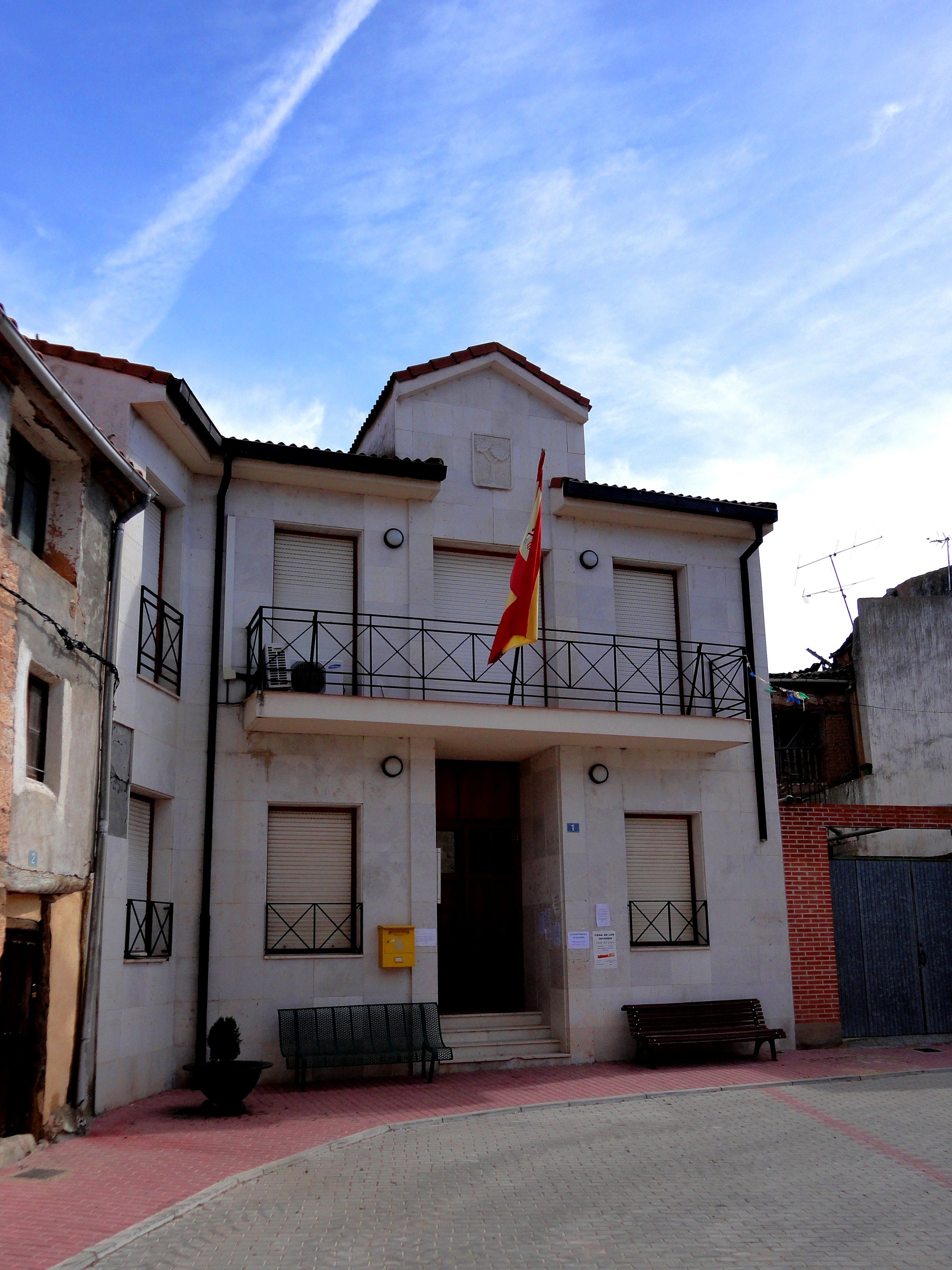
Mairie